# Maria Sambo
Maria Cengia-Sambo ( 1888 - 1939 ) fue una botánica, micóloga, liquenóloga, y profesora italiana. Fue profesora de botánica, en la antigua "Universidad de Urbino".

## Algunas publicaciones
- 1939. Commensalismo utile nei licheni o emisimbiosi: Comunicazione alla seduta della Societa Botanica Italiana del giorno 28 Maggio 1938-XVI. Editor Societa Botanica Italiana, 4 pp.

- 1941. ''Fragmenta lichenologica. Florencia. p. 495-516. Extr. de: Nuovo giornale botanico italiano, n.s. 48

### Libros
- 1927. Collected Works

- 1930. Licheni della Patagonia e di altre regioni dell' Argentina raccolti dai missionarii salesiani. Contribuciones científicas de las Misiones Salesianas del Venerable Don Bosco, Turín. Contrib. Sci. Miss. Salesin 6: 73 pp., 2 mapas, 9 planchas

- 1937. Osservazioni lichenologiche sul gruppo del M. Ferrato. Florencia : Società botanica italiana. 17 pp.

## Honores
- Fue miembro de la "Sociedad botánica italiana"[1]
- La abreviatura «Sambo» se emplea para indicar a Maria Sambo como autoridad en la descripción y clasificación científica de los vegetales.[2]